# Epidot
Epidot (Haüy, 1801), chemický vzorec Ca2Al2(Fe3+,Al)(SiO4)(Si2O7)O(OH) (křemičitan hlinito-vápenato-železitý), je jednoklonný minerál ze skupiny sorosilikátů. Společně s klinozoisitem tvoří plynulou řadu. Název pochází z řeckého épídosis = přídavek, podle protažení krystalu v jednom směru podél základny hranolu.

## Původ
- metamorfní – typický pro některé facie slabě až středně metamorfovaných hornin
- hydrotermální – v žilách alpského typu
- kontaktně metasomatický – na kontaktní zóně mezi vyvřelými horninami a vápenatými usazenými horninami

## Morfologie
Krystaly prizmatické (až 35 cm dlouhé), protažené a rýhované rovnoběžně k [010], také izometrické krystaly nebo tabulky. Agregáty vláknité, hrubo až jemnozrnné, celistvé. Pseudomorfózy po plagioklasu.

## Vlastnosti
- Fyzikální vlastnosti: Tvrdost 6–7, křehký, hustota 3,38–3,49 g/cm³, štěpnost velmi dobrá podle {001}, nedokonalá podle {100}, lom nerovný, tříštivý.
- Optické vlastnosti: Barva: žlutozelená až zelenočerná. Lesk skelný, perleťový, smolný, průhlednost: průsvitný, vryp šedobílý.
- Chemické vlastnosti: Vypočtené složení pro Ca2Al2(Fe3+0,75Al0,25)(SiO4)(Si2O7)O(OH): Ca 16,7 %, Al 12,8 %, Fe 8,8 %, Si 17,7 %, H 0,2 %, O 43,7 %. Žíhán před dmuchavkou bobtná a taví se. Po vyžíhání se rozkládá v horké HCl za uvolňování rosolovitého SiO2.

## Odrůdy
- pistacit – pistáciově zelený. Způsobeno vyšším obsahem Fe.
- piemontit – červenohnědý, černočervený až červený, višňově červený vryp, prosvítá. Způsobeno vyšším obsahem Mn.

## Podobné minerály
- aktinolit, amfibol, augit, turmalín, vesuvian

## Parageneze
- Facie zelených břidlic – zeolity, amfiboly, plagioklasy, křemen, aktinolit, kalcit;
- Facie albit–epidotických rohovců – amfiboly, vesuvianit, skapolit, mastek, wollastonit, pyroxeny, granát;
- Facie modrých břidlic – pumpellyit, glaukofán, lawsonit, riebeckit, granát, omfacit.

## Využití

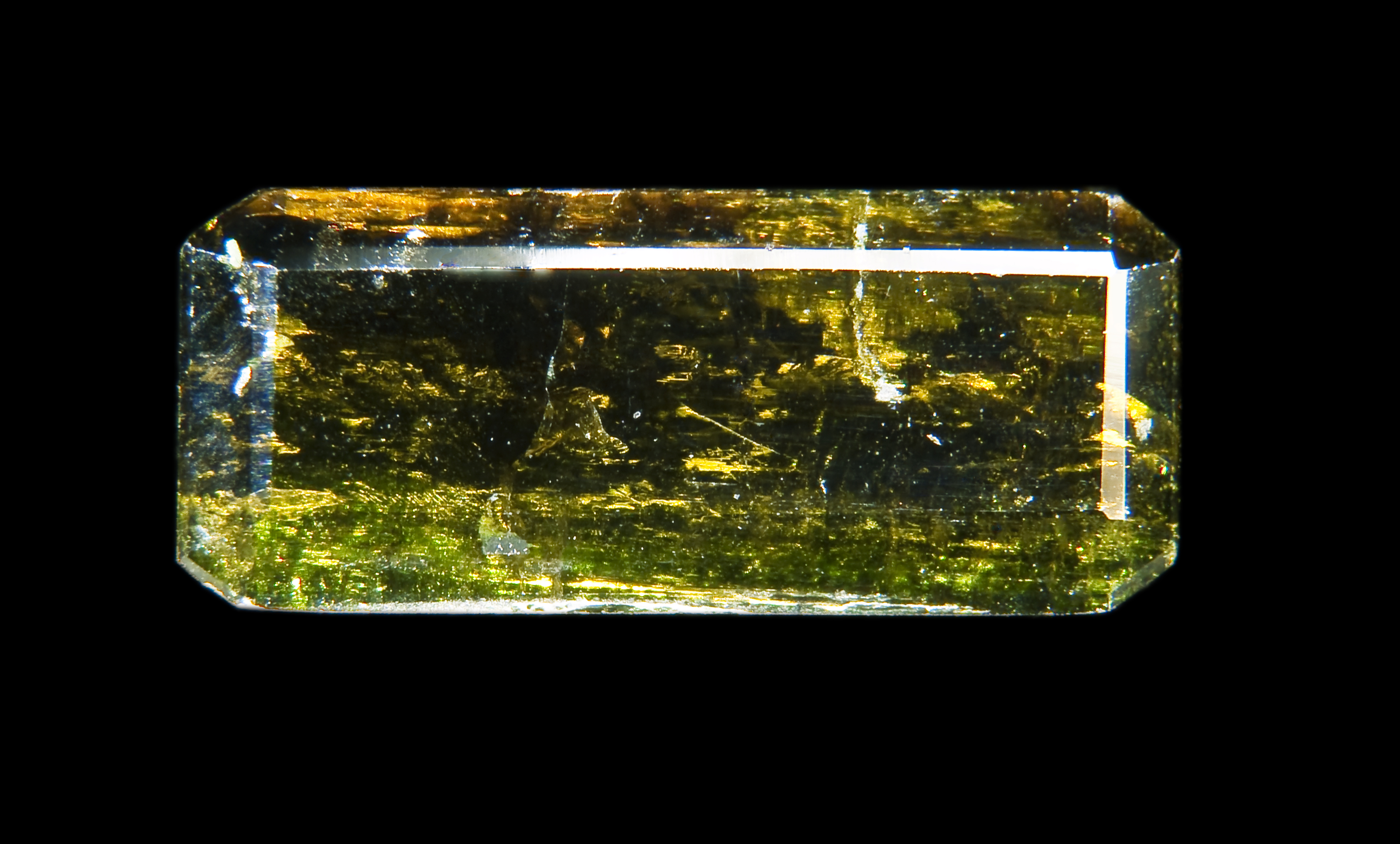
Broušený epidot

Někdy jako drahý kámen

## Naleziště
Běžný horninotvorný minerál.
- Česko – Vernířovice, Sobotín, Žulová, okolí Brna
- Slovensko – Slavošovce
- Švýcarsko
- Rakousko
- a další.